# لاسلو کواچ
لاسلو کواچ (مجاری: László Kovács؛ ۱۴ مهٔ ۱۹۳۳ – ۲۲ ژوئیهٔ ۲۰۰۷) فیلم‌بردار اهل مجارستان بود. وی بین سال‌های ۱۹۶۴ تا ۲۰۰۷ میلادی فعالیت می‌کرد.

## فیلم‌شناسی
- هدف‌ها (۱۹۶۸)
- ایزی رایدر (۱۹۶۹)
- آخرین فیلم (۱۹۷۰)
- پنج قطعه آسان (۱۹۷۰)
- چه خبرا دکتر؟ (۱۹۷۲)
- ماه کاغذی (۱۹۷۳)
- به خاطر پیت (۱۹۷۴)
- شامپو (۱۹۷۵)
- نیویورک، نیویورک (۱۹۷۷)
- شکارچیان روح (۱۹۸۴)
- صورتک (۱۹۸۵)
- چیزی بگو (۱۹۸۹)
- عروسی بهترین دوست من (۱۹۹۷)